# Oeuvre van Giacinto Scelsi
Hieronder een overzicht van het oeuvre van de Italiaanse componist Giacinto Scelsi (1905-1988).

## Eerste periode (1929-1948)
- Chemin du coeur (voor viool en piano) - 1929;
- Rotative (Symphonic poem voor drie piano's, blaasinstrumenten en percussie) - 1929;
  - (versie voor 2 piano's en percussie) - 1938;
- 40 Preludes (voor piano) - 1930-40;
- 6 Pieces from "Paralipomena" (voor piano) 1930-40;
- Dialogo (voor cello en piano) - 1932;
- Sinfonietta (voor orkest) - 1932;
- Tre canti di primavera (voor stem en piano) - 1933;
- L'amour et le crane (voor stem en piano) - 1933;
- Tre canti (voor stem en piano) - 1933;
- Suite nr. 2 (voor piano) - 1934;
- Toccata (voor piano) - 1934;
- Poems (voor piano) - 1934/39;
- Sonata (voor viool en piano) - 1934;
- Concertino (voor piano en orkest) - 1934;
- Trio No. 1 (voor viool, cello en piano) - 1936;
- Preludio, Ariosa e Fuga (voor orkest) - 1936;
- Suite No. 5 (voor piano) - onbekend;
- Suite No. 6 "I Capricci di Ty" (voor piano) - 1938/39;
- Hispania (Triptiek voor piano) - 1939;
- Sonata No. 1 (voor piano) - onbekend;
- Sonata No. 2 (voor piano) - 1939;
- Sonata No. 3 (voor piano) - 1939;
- Sonata No. 4 (voor piano) - onbekend;
- Trio No. 2 (voor viool, cello en piano) - 1939;
- Variations (voor piano) - 1940;
- Variations and Fugue (voor piano) - 1941;
- Ballata (voor cello en piano) - 1943;
- Strijkkwartet No. 1 - 1944;
  - (versie voor strijkorkest) - 1962;
- Introduction en Fugue (voor strijkorkest) - 1945;
- La Nascita del Verbo - 1948

## Tweede periode (1952-1959)
- Suite No. 8 "Bot-Ba: Evocation of Tibet with its monasteries on high mountain summits: Tibetan rituals, prayers and dances" (voor piano) - 1952;
- Quattro Illustrazioni "Four illustrations of the metamorphoses of Vishnu" (voor piano) - 1953;
- Cinque incantesimi (voor piano) - 1953;
- Suite No. 9 "Ttai: A succession of episodes which alternatively express time - or more precisely, time in motion and man as symbolized by cathedrals or monasteries, with the sound of the sacred 'Om'" (voor piano) - 1953;
- Piccola suite (voor dwarsfluit en klarinet) - 1953;
- Suite nr. 10 "Ka": The word 'ka' has many meanings, but the principle one is 'essence'" (voor piano) - 1954;
- Pwyll (voor dwarsfluit) - 1954;
- Drie studies (voor Eb klarinet) - 1954;
- Preghiera per un ombra (voor Bb klarinet) - 1954;
- Divertimento No. 2 (voor viool) - 1954;
- Yamaon (voor basstem en altsax, baritonsax, contafagot, contrabas, percussie) - 1954-58;
- Actiemuziek (voor piano) - 1955;
- Divertimento No. 3 (voor viool) - 1955;
- Divertimento No. 4 (voor viool) - 1955;
- Coelocanth (voor altviool) - 1955;
- Hyxos (voor altdwarsfluit in G, 2 gongs en koebel) - 1955;
- Suite No. 11 (voor piano) - 1956;
- Four Pieces (voor trompet) - 1956;
- Drie Pieces (voor saxofoon of bastrombone) - 1956;
- Four Pieces (voor hoorn in F) - 1956;
- Ixor (voor reed; Besklarinet, hobo) - 1956;
- Divertimento No. 5 (voor viool) - 1956;
- Drie Studies (voor altviool) - 1956;
- Drie Pieces (voor trombone) - 1957;
- Trilogy "Triphon, Dithome, Ygghur" (voor cello) - 1957-61/65;
- Rucke di guck (voor piccolo en hobo) - 1957;
- Strijk Trio - 1958;
- I presagi [The Forebodings] (voor 10 muziekinstrumenten, koperblazers en percussie) - 1958;
- Tre canti popolari (voor 4-stemmig gemengd koor) - 1958;
- Tre canti sacri (voor 8-stemmig gemengd koor) - 1958;
- Kya (voor Bb klarinet solo, en zeven muziekinstrumenten) - 1959;
- Vier Stukken - 1959

## Derde periode (1960-1969)
- Ho "Five Songs" (voor sopraanstem) - 1960;
- Wo-Ma (voor basstem) - 1960;
- Hurqualia "A Different Realm" - 1960;
- Strijkkwartet nr. 2 - 1961;
- Aion "Four Episodes in one Day of Brahma" (voor orkest) - 1961;
- Taiagaru "Five Invocations" (voor sopraanstem) - 1962;
- Riti "Ritual March" (version voor Achilles, voor vier percussiinisten) - 1962;
  - (versie voor Alexander, voor tuba, contrabas, contrafagot, elektrisch orgel & percussie) - 1962;
  - (versie voor Karel de Grote, voor cello en 2 percussionisten) - 1967;
- Khoom "Seven episodes of an unwritten tale of love and death in a distant land" (voor sopraanstem, hoorn, strijkkwartet en percussie) - 1962;
- 20 Canti del Capricorno (voor sopraan) - 1962-72;
- Strijkkwartet nr. 3 - 1963;
- Hymnos (voor orgel en groot orkest) - 1963;
- Chukrum (voor strijkorkest) - 1963;
- Xnoybis "The ability of energy to ascend to the spirit" (voor viool) - 1964;
- Strijkkwartet nr. 4 - 1964;
- Yliam (voor vrouwenkoor) - 1964;
- Duo (voor viool en cello) - 1965;
  - (versie voor viool en contrabas) - 1977;
- Anahit "Lyric Poem on the name of Venus" (voor viool en 18 muziekinstrumenten) - 1965*;
- Anagamin "The one who is faced with a choice between going back and refusing to" (voor 12 strijkers) - 1965;
- Ko-Lho (voor dwarsfluit en klarinet) - 1966;
- Elegia per Ty (voor altviool en cello) - 1958/66;
- Ohoi "The Creative Principles" (voor 16 strijkers) - 1966;
- Uaxuctum  - 1966;
- Ko-Tha "Drie Dances of Shiva" (voor gitaar) - 1967;
  - (versie voor contrabas) - 1972;
  - (versie voor 6-snarige cello) - 1978;
- Manto I, II, III (voor altviool en vrouwenstem) - 1967;
- Ckckc (voor sopraanstem en menolin) - 1967;
- Natura renovatur (voor 11 strijkers) - 1967;
- Tkrdg (voor 6-stemmig mannenkoor, elektrische gitaar en percussie) - 1968;
- Okanagon "Okanagon is like a rite, or if you will, like grasping the heartbeat of the Earth" (voor harp, tamtam en contrabas) - 1968;
- Konx-Om-Pax "Three aspects of sound: as the first motion of the immovable, as creative voorce, as the syllable 'om'" (voor gemengd koor, en orkest) - 1969;

## Vierde periode (1970-1985)
- Il est gren temps (voor stem) - 1970;
- Meme si je voyais (voor stem) - 1970;
- Drie Latin Prayers (voor stem) - 1970;
- Antifona "on the name of Jesus" (voor mannenkoor) - 1970;
- Nuits (2 pieces; voor contrabas) - 1972;
- Pranam I "In memory of the tragic losses of Jani en Sia Christou" (voor sopraan stem, 12 muziekinstrumenten & tape) - 1972;
- L’âme ailée – L’âme ouverte (voor viool) - 1973;
- Arc-en-ciel (voor twee viool) - 1973;
- Sauh I & II (voor twee vrouwen stemmen) - 1973;
- Sauh III & IV (voor vier vrouwen stemmen) - 1973;
- Pranam II (voor negen muziekinstrumenten) - 1973;
- Voyages (2 pieces; voor cello) - 1974;
- Et maintenant c'est a vous de jouer (voor cello en contrabas) - 1974;
- Kshara (voor two contrabases) - onbekend;
- To the master "Two improvisations" (voor cello en piano) - 1974;
- Manto "per quattro" (voor stem, dwarsfluit, trombone en cello) - 1974;
- In Nomine Lucis (2 pieces; voor elektrisch orgel) - 1974;
- Aitsi (voor electronically prepared piano) - 1974;
  - (version as Strijk Quartet No. 5) - 1985;
- Pfhat "A flash... en the sky opened!" (voor gemengd koor en groot orkest) - 1974;
- Maknongan (voor lage-stem instrument: contrabas, contrafagot, etc) - 1976;

- Mantram; ongedateerd.